# Hội chứng viêm đa hệ thống nhi khoa
Hội chứng viêm đa hệ thống nhi khoa (tiếng Anh: Paediatric multisystem inflammatory syndrome - PMIS)  là một hội chứng viêm có hệ thống, với biểu hiện bao gồm sốt dai dẳng, viêm và suy tạng, được cho là có liên hệ với COVID-19. Tình trạng bệnh có thể giống với một số hoặc tất cả các tiêu chí chẩn đoán của bệnh Kawasaki. Bệnh cũng có thể có các đặc tính giống với các bệnh viêm nhi khoa khác, bao gồm hội chứng sốc nhiễm độc, nhiễm trùng huyết và hội chứng kích hoạt đại thực bào.
Ngoài sốt dai dẳng, một số triệu chứng có thể bao gồm đau bụng, lú lẫn, đau mắt đỏ, ho và các triệu chứng đường hô hấp, tiêu chảy, đau đầu, sưng hạch bạch huyết, thay đổi ở các niêm mạc, phát ban, sưng tay chân, ngất xỉu và nôn mửa. Bệnh nhân thường gặp tình trạng huyết áp thấp và phải cần đến nguồn oxy bổ sung.
Hiện những thông tin về các yếu tố rủi ro, cơ chế phát bệnh, diễn biến lâm sàng và điều trị bệnh còn hạn chế. Do đó, Trung tâm kiểm soát và phòng ngừa dịch bệnh Hoa Kỳ (CDC) khuyến cáo các trường hợp nghi mắc bệnh cần được báo cáo tới các cơ quan y tế công cộng; CDC dùng tên hội chứng viêm đa hệ thống ở trẻ em (tiếng Anh: Multisystem inflammatory syndrome in children - MIS-C) để gọi hội chứng này.
Trung tâm kiểm soát và phòng ngừa dịch bệnh châu Âu (ECDC) đã cho xuất bản một 'bản đánh giá rủi ro nhanh' về hội chứng viêm đa hệ thống nhi khoa tạm thời liên quan tới nhiễm virus SARS-CoV-2 (tiếng Anh: Paediatric inflammatory multisystem syndrome temporally associated with SARS-CoV-2 infection - PIMS-TS).
Đại học Hoàng gia về Nhi khoa và Y tế trẻ em (RCPCH) đã ban hành các hướng dẫn về việc điều trị và quản lý lâm sàng bệnh, đồng thời phía CDC cũng cung cấp một số khuyến cáo. Theo RCPCH, bệnh nhi có thể xét nghiệm dương tính hoặc âm tính với SARS-CoV-2, nhưng cần phải loại bỏ các yếu tố vi sinh vật khác có thể dẫn đến bệnh (định nghĩa về ca bệnh của CDC chỉ rõ bệnh nhi phải bị phơi nhiễm COVID-19 trong vòng 4 tuần trước khi khởi phát triệu chứng). Các nghiên cứu lâm sàng khác cho thấy các dấu hiệu chẩn đoán bệnh bao gồm: nồng độ fibrinogen ở mức bất thường; albumin và bạch huyết bào thấp và nồng độ protein phản ứng C (CRP), D-dimers, và ferritin cao.
Tổ chức Y tế Thế giới (WHO) công bố một bản báo cáo khoa học về mối liên hệ giữa hội chứng viêm đa hệ thống và COVID-19 vào ngày 15 tháng 3. WHO đã xây dựng một định nghĩa ca sơ bộ và mẫu báo cáo cho các trường hợp rối loạn viêm đa hệ thống ở trẻ em và thanh thiếu niên. Các dữ liệu chuẩn hóa về biểu hiện lâm sàng, mức độ nghiêm trọng, hậu quả và dịch tễ học của bệnh đang cần nhanh chóng được thu thập. WHO đã thành lập một nền tảng cho các dữ liệu lâm sàng được chuẩn hóa và ẩn danh.

## Dịch tễ học
Các ca bệnh đã được báo cáo tại châu Âu và Hoa Kỳ vào năm 2020. Hơn 100 trường hợp đã được báo cáo tại New York, gần 100 trường hợp tại Anh Quốc và hơn 135 trường hợp tại Pháp. Tính đến ngày 11 tháng 5 năm 2020, năm trường hợp đã được báo cáo tử vong (1 tại Pháp, 1 tại Anh, 3 tại Hoa Kỳ).
Các chuyên viên lâm sàng tại Bergamo (Ý) báo cáo tại đây đã tăng khoảng hơn 30 trường hợp mắc "một loại bệnh giống bệnh Kawasaki" trong vòng sáu tuần đầu tiên sau khi dịch COVID-19 lan tới đây.